# Bloomington (thị trấn), Wisconsin
Bloomington là một thị trấn thuộc quận Grant, tiểu bang Wisconsin, Hoa Kỳ. Năm 2010, dân số của thị trấn này là 335 người.